# Об'єкт 914
Об'єкт 914 — радянська дослідна бойова машина піхоти. Розроблена у Волгограді в конструкторському бюро Волгоградського тракторного заводу (ВгТЗ). Серійно не вироблялася.

## Історія створення
На початку 1960-х років за завданням Міністерства Оборони СРСР на ряді оборонних підприємств СРСР були розпочаті розробки нового типу броньованих транспортних засобів для  мотострілкових підрозділів. Серед основних вимог, що висуваються, були:
1. Захист від засобів масового ураження;
2. Значна вогнева міць;
3. Подолання водних перешкод;
4. Можливість самостійної боротьби з танками супротивника.

Однією з таких розробок був «Об'єкт 914». Розробка велася в конструкторському бюро ВгТЗ. У 1964 ріку був створений дослідний зразок. Після конкурсних порівняльних випробувань перевагу віддали «Об'екту 765», тому машина на озброєння прийнята була.

## Опис конструкції
Машина була створена на базі плаваючого танка ПТ-76 з активним розміщенням десанту . Екіпаж складався з двох осіб: механіка-водія та навідника-оператора.

### Броньовий корпус та башта
Корпус та башта були зварені зі сталевих катаних броньових листів. У корпусі було шість амбразур для стрільби з власної зброї. Двигун розміщувався в кормі ліворуч.

### Озброєння
Основним озброєнням був гладкоствольний 73-мм гранатомет 2А28 «Грім». Боєкомплект становив 40 пострілів.
З основним знаряддям був спарений танковий варіант 7,62-мм кулемета Калашнікова (Кулемет Калашникова). Ліворуч і праворуч від механіка-водія знаходилося ще два 7,62-мм кулемети ПКТ, управління якими здійснювали два кулеметники зі складу десантної групи. Загальний возимий боєкомплект кулеметів становив 4000 патронів.
Для боротьби з танками на машині було встановлено пускову установку протитанкової керованої ракети 9М14М «Малютка». Військовий боєкомплект становив 4 ракети.

## Збережені екземпляри
На сьогоднішній день екземпляр, що зберігся, знаходиться в Бронетанковому музеї в місті Кубінка.